# Каленовци
Каленовци е село в Западна България. То се намира в Община Годеч, Софийска област.

## География
Село Каленовци се намира между планините Чепън и Стара планина. Надморската му височина достига 664 м. Отстои на 9 km от общинския център Годеч, на 12 km от Драгоман и на 54 km от столицата София. Климатът е умерено-континентален, като се характеризира със студена зима и топло лято. Големи температурни инверсии. Постоянното население е 13 души. Екологично чист район с основен поминък животновъдство.
Каленовци е разположено сред тучни зелени ливади, борови насаждения, прекрасен чист въздух, благоуханна тишина, лазурно небе, под което разстилат мощни клони вековни дъбове, чиито сенки са приютявали в летните горещини звънливите гласове на стадата и са ехтели народни песни.
До 1956 г., когато в селото се образувало ТКЗС „Мир“, (преминало впоследствие към АПК „Балкан“ – Годеч), жителите на с. Каленовци владеели частна и селска мера в следните граници:
От запад и север мерата започвала с „Криви вир“ на р. Нишава, малко естествено басейнче, покрито с чист пясък, до висока скала, където лятно време пастирите къпели стадата, а каленовчани го ползвали като къпалня през горещините, огласяйки речното корито с веселие и песни под акомпанимента на гъдулки и кавали.
По-нататък граничната мера вървяла от устието на р. Бара и при завоя ѝ се отклонявала в североизточна посока, обхващайки местността „Тупанец“ – до кичестото дърво и могилката /“чучката“/. Оттам се спускала надолу по скалистия скат покрай „Тъмна пещера“, пресичала Букоровското Борче, покрай Каленовското врело се възкачвала по „Братаница“, „Вейници“, „Петловица“, западно от „Тасина поята“, „Мала Вучка падина“, източната граница на местността „Церака“, до „Мали връх“ на Чепъня.
На запад мерата граничела до „Прекърско търне“, обхващала „Семино бранище“, „Кьосина“ и „Станчина“ падини, „Йончина махала“, пресичала „Райкьов дол“, покрай махала „Търнареви“ преминавала през шосето за Драгоман, местността „Разкръсте“ при разклона за с. Беренде и с. Чифлик, обхващала „Поле-ливаде“, „Герено“, „Излето“, включвайки западния скат на „Старо селище“ и продължавала по „Сухото дере“ до „Криви вир“.
В тези граници названията на много от местностите са свързани със спомени за конкретни личности и събития. Например „Кръстин камък“, според преданието, получил името си от едно овчарче, което обичало да надува кавала си от тази височина. Но веднъж се подхлъзнало и си счупило главата. А на запад е „Манчин камък“, от който паднал пастирът дядо Манча.
В „Булина дупка“ и „Хайдушки колиби“ са се приютявали хайдути. Те откраднали някаква туркиня и по свой начин отмъстили за обезчестените български моми. До тези скали е каленовската „Мъртвина“, в която при набези на разбойници и нашественици нашите прародители са загонвали добитъка. До нея било „Старо селище“, с петте си колибки, на север от които са „Старите гробища“.
Други местности са „Тъмната пещера“, „Голям“ и „Малък“ котел, „Умище“, „Песъко“, „Излето“, ливадите „Поле“, „Герено“, „Гроздина падина“, „Говедарци“, „Крушите“, „Росуля“, „Садините“, „Пешина“, падина „В селото“, „Петловица“, „Камъкът“, „Източна дубрава“, „Дълга падзина“, „Западна дубрава“, Димитрин въртоп“, „Церада“, „Търнето“, „Въртопете“, „Мали връх“ на Чепъня, „Семино бранище“, „Кьосина“ и „Станичина“ падини и др., от чийто названия долавяме ехото на отминали векове.
Пътните артерии от Каленовци били типично селски, черни. В южна посока изилизали два лъча – към двете „дъбрави“. В северна посока също водели два пътя. Единият отивал до устието на р. Бара, която се раждала от два изворни бунара в подножието на местността „Гусин камък“, вече занамарени. Оттук наливали бъчонки питейна вода, поел се и добитъкът. Оттам продължавала пътека до „Каленовското врело“, където била откритата пералня на селото.
Другият черен път от кръстовището край сегашните гробища се отбивал през нивята: „Поле-ливади“, „Герена“, „Излето“ спускал се по западния скат на „Старо селище“ до р. Бара, със зеленчуковите градини и воденичките. Той обслужвал волските каруци. По времето на Стамболийски, когато се въвела безплатна трудова повинност, с доброволен труд се прокарал подобрен коларски път, който улеснил селяните в работата им по градините, ползването на воденичките и прането в реката.
Кметът всяка година запланувал мероприятията, чрез които ще се отбива трудовата повинност: обикновено поддържане на пътищата, почистване на канавки и бунари, общински и училищни ремонти. В зоната на селото се полагали грижи и за централното шосе.

## История

### Първи заселници
В 60-те години на XVIII век тогава Раде Гусин със сина си Иван и племенника Димитър (Мита) Гусин напускат село Ярлово, Самоковско, и се спират в долината на река Бара – между устието ѝ и Криви вир на река Нишава. Тук си построяват землянки, воденичка с едно колело. Тогава идват и Нено, Бранко и Павел от същия район, а по-късно дядо Виден от Трънско. Павловата и Бранковата воденички били до Студен кладенец, в подножието на Манчин камък и Булина дупка, а Дядоненовата – на отсрещния бряг на Бара, до Кръстин камък. Дядовиденовата се намирала до завоя на  Бара, от дясната страна, по посока на устието.
Пак в тези години от с. Ропот, Годечко тук се приютява и дядо АЦО с двамата си сина ДИМИТЪР и РАНГЕЛ. Завъртяло колело и неговата воденичка на левия завой на р. Бара, в подножието на „Димитрина мъртвина“ – срещу Виденовата.
Но и тук прадедите ни не намерили жадуваното спокойствие. В края на XVIII век много българи, изнемогващи под ярема на турския полумесец, набират смелост и се надигат срещу поробителя. Въстанията в Берковско, Чипровско, Видинско, вълненията в Пиротско и Бабушнишко разгневяват султана и към непокорните гяури се насочват башибозук и редовен аскер. Тези орди нахлуват и по поречието на р. Нишава. Пак пламва зловещото зарево на пожари и насилие. Заселниците от поречието на р. Бара били принудени да се изнесат по-високо, на места, позволяващи по-добър обзор на долината и съответно по-бърза реагиране при вражеско нахлуване. Най-подходяща се оказала местността „Старо селище“, близко до „Каленовската мъртвина“, която ги приютявала при грабителски набези. Тук те построили 5 – 6 колибки. Водата за пиене се носела от „Студен кладенец“, под „Манчин камък“ по пътечка през „Мъртвината“. По това време почива родоначалникът на Гусиния род дядо РАДЕ. Синът му ИВАН РАДЕВ го погребва в местността „Стари гробища“, на около 500 метра от северния скат на селището.
Селяните отново се отдали на обичайния мирен труд. Усвоявали се нови земи на мястото на изсечената за дървен материал и огрев гора. Родовете започват да се роят, което наложило да се разширяват жилищата, стопанските постройки и обработваемата земя.
В началото на XIX век /1810/ турският управител, собственик на тукашните земи, започнал да строи ново кале в района на сегашното село, на мястото, където сега е старата къща на Панталей Найденов, до каменната ограда на Илия Йоцев, с обширно гумно /харман/, простиращо се от Калето до съвременния овчарник.
Постепенно дедите ни се преселват от „Старото селище“ край това „Ново кале“, вземали на изполица ниви и ливади от турския владетел, помагали във вършитбата и при възможност купували по някой имотец. Десятъкът и другите традиционни за времето данъци не ги подминавали. Около Калето изникват нови къщи, кошари и пояти /обори/ за добитъка, който нараствал. И така то дало и името си на селото – „КАЛЕ НОВ“ – КАЛЕНОВЦИ. Съответно за рождена негова дата може да се счита годината в която се строи Калето – 1810 г.

### Утвърждаване на селото
Към първата половина на 19 век Каленовци вече е компактно селце с обособени фамилии. Увеличавали се имотните придобивки на неговите обитатели чрез закупуване от турския владетел или от другоселци, които притежавали земи в каленовския район. Разоравали се горски полянки, на местата на изсечените гори зазеленявали земеделски култури. Размножавал се и добитъкът. Плодоносната наносна почва край р. Бара била благодатна за зеленчукови градини.
Патриархалният характер на българското семейство от това време, нуждата от повече работна ръка обуславяли многодетността. Голямата фамилия се хранела на една софра, от обща голяма паница. Но при женитба старейшината подпомагал новото семейство с жилище, с част от семейния имот. Постепенно старите оставали при най-малкия син с надежда за честити старини.
До към 1840 г. покойниците каленовчани били погребвани в местността „Стари гробища“ – в северния скат, на около 500 метра от „Старо селище“ и р. Бара и на около три километра от Каленовци. Тук са намирали вечен приют костите на нашите прадеди. Пастирчета обикаляли из това свято място с надеждата да открият далечни корени. Тогава открили гроба на патриарха на Гусинци – дядо ИВАН. На него имало скромен дървен кръст, върху който било написано: „Тук почива Иван Радев“. Спомнят си още необяснимото на пръв поглед вълнение, което ги обхванало тогава при срещата с праха на старейшината на рода, от който самите те били съвсем нищожна брънка. И тези гробища, останките от старото селище, полуразрушената воденичка, зеленчуковите градинки около нея със своите прекроявани през десетилетия синури, за да получи скромно средство за препитание всеки член от рода, правите зелени редове на пипера, праза, доматите, увенчани с буйните листа на захарното цвекло /кешире/, цветята, за които винаги се намирало място, въпреки битката за всяка педя земя – „върбици“, „жълто“ или „голямо“ цвете /“турти“/, босилекът, чубрицита – всичко това ставало тогава още по-скъпо и мило.
По ръба на „Каленовската мъртвина“ и местността „Старо селище“, в посока към селото, имало стари круши с поставени до тях свети кръстове. Това били оброчищата на първите родове. Смъртен грях било да се посегне на такова дърво. Първите два оброка са принадлежали на НЕНИНЦИ. На Спасовден всяка година те правели курбан в чест на светеца, закрилник на рода – агне или шиле, сварено в голям котел, топли уханни питки и други плодове на селския труд.
Поради отдалечеността му, Ненинци изоставят старото родово ритуално място и освещават крушата в селището на дядо Бело, която се намира в имота на Виден Белин, поставяйки до нея голям кръст с имената на дарителите – Кола, Цана, Стоян, Тошо и Лико и годината на създаването – 1846. По свидетелство на Сердо Иванов отначало донасят кръста от старото оброчище. Същата година започва да измира дъбитъкът. Ненинци решават, че това е знак свише и го връщат на старото му място, а правят новия. До петдесетте години се извършвали обреди пред него. После крушата е изсъхнала, кръстът стърчи сред бурените, оцелял от бурите на изминалите години, но на никого и на ум не му минава да се отърве от тези руини.
Гусиният род пренесъл своето оброчище в местността „Крушете“, северно от Пардалова махала, която имала подобно в „Умище“. Почти всеки род си имал такова свято място – странна смесица на остатъци от езически култ с християнската религия.
Отдалечеността на старите гробища, лошият път до тях, койте зиме и при киша ставал трудно проходим, накарали каленовчани да търсят по-подходящо място за неизменния вечен покой. Особено инициативни в това отношение били хора от Бранковия и Нениния род. Дядо Младен Бранков не желаел да го погребват до занамарените гробове на дедите и приживе подарява парцел за разгръщането на нови в местността „Садина“, северно от селото. В 1837 г. той приема първите покойници. Самият дарител, на почти библейска възраст /107 години/, както и жена му Ранча, Тодор, Власня също са погребани там. Те са подарили голям кръст с имената си и годината /1839/, който е забит до дъба сред гробищата с пожелание там да бъде издигнат отначало параклис, а по-късно църква „Св. Георги“. Но селото било раздвоено по въпроса къде трябва да се гради църквата. Една част искали да се уважи желанието на предците, други смятали за най-логично тя да е до оброчището на Св. Георги, където селото посрещало напролет Гергьовден с курбани, нашарени погачи, рукатки /делвички/ кисело мляко и много вино и ракия. Това място било на стотина метра западно от сегашните гробища, граничело с бившата нива на Милош Бонев на изток, на север – със селските ниви и на югозапад с ливадата „Садина“ на Леко Петров. По тревата били нарадени елипсовидни камъни. Всеки си имал отредено място. На празника се разнасяло възбуждащото благоухание на печено. Чакали дядо поп да благослави трапезата. Вечно забързан, той пристигал на кон, с преметнати дълбоки дисаги. С молитва и кандило той обикалял дошлите, рязвал от всеки солидно парче агнешко, вземал филия от питката и пълнел дисагите. Много агнета са изяли на това място каленовчани. Традицията се поддържала до 50-те години. Но църквица така и не издигнали. Големият гробищен кръст неколкократно се килвал под напора на разстежа на вековния дъб и набожни жени като Ана Касърката и Сева Гочина смятали, че това е предупреждение от Бога, че не са изпълнили заръката на дедите си.
Новите гробища са били разпределени по родови махали. Били обградени с каменни зидове. По време на кметството на Асен Пейчев от Йончиния род и на инж. Асен Кръстев от Челебиния, с общи усилия и доброволен труд теренът се почистил и обградил с циментови колове и мрежа.

## Религии
Селото е част от Годечка духовна околия на Софийска епархия на Българската православна църква. 
Новата черква в селото, посветена на свети Мина, е осветена на 4-ти ноември 2012 година от Знеполски епископ Йоан, викарий на Софийския митрополит. През 2019 година започва изографисването на храма във византийски стил от зографите Елеонора Караиванска и Галин Паскалев. Стенописите са завършени през 2022 година.

## Поминък и стопанска дейност
Земеделието, скотовъдството, дребната търговия и пчеларството са били главният поминък на каленовчани. Земята се обработвала примитивно – с върбово рало, с надянат железен триъгълен палешник, заменен в по-ново време от плуг. Големите буци пръст се разбивали и оранта се разрохвала и изравнявала с дървени грапи или леси, притиснати с каменна тежест. Сеело се на ръка. Под лявата мишница се притискал дървен мерник или газена тенекия, загребвали шепа зърна, които се пръскали дъговидно по меката земя и се правело крачка напред.
Каленовчани боравели с четири вида земя: обработваема, необработваема /престояваща/ земя – т.нар. „орници“, пасища и ливади. Нивите се ограждали от синури /слогове/, чийто контури се очертавали от дълбоко заровени камъни. Споровете за изместена граница /межда/, вечни като света, не са отминавали и каленовчани. Често за педя земя се стигало до побоища и съдебни разправии…
Блоковете, южно от селото, влизали в „Източна дубрава“ и „Западна дубрава“, а пасищата – в „Церака“ и „Търнето“. „Дълга“ или „Вучка падина“ разделяла двете Дубрави. Обработвали ги през година. Ако е засята едната другата почива. По нея през годината отлежавали егреците на овцете, които добре я наторявали. Орницата пак бивала разоравана, макар че не се засявала. По този начин старият каленовчанин се отнасял с любов и разбиране към земята, която го хранела и тя щедро му се отплащала за това. Добре наторените ниви от Дубравите се засявали с жито, а останалите – с овед и ечемик. „Дълга падина“ била за царевица и гръстелници /коноп/, както и за слънчоглед. Сега тези места са превърнати в пасища.
Другите два блока на каленовската мера северно от селото се разделяли от „Гроздино ровин“ и „Поле ливада“. Ако засявали едната част с пролетни култури, другата била за есенни. Земята – тлъст чернозем, издържала на суша и била подходяща за царевица и слънчоглед, между които се засаждали картофи, фасул, тикви, коноп.
Каленовчани имали на трапезата си пшеничен хляб, но с особена почит се ползвала царевицата. От брашното ѝ приготвяли качамак, морузница в тепсия, измешана със спържа или пръжки от прасето, която се нарязвала на формички и се запичала. Тази култура имала своето място и при угояването на свинете и захранването на пролетните агнета като фураж.
През XIX в. слънчогледът не бил познат на дедите ни. Тази реколта става популярна в България в началото на ХХ в. Отначало го сеели по границите на нивите, а по-късно и цели площи. Семената отивали в маслобойни, откъдето селянинът получавал т.нар. „шарлаган“ – нерафинирано слънчогледово масло.
През XIХ в. жътвата на житото и овеса се осъществявали ръчно, със сърп. Ръкойките се събирали в снопи, а те на кръстци. Вършеели на хармана /гумното/ с коне или волове. В средата му побивали кол с въже, което се навивало или развивало при обиколката върху класовете. Зърната се изронвали, а житната слама се раздробявала. При вършеене с волове те били водени от член на семейството около стожера, а отзад се влачела грапа с леса, върху която се слагали тежести – камъни или трупи. Сламата се отделяла настрани. На гумното оставала плявата с житото. Сместа се събирала около стожера и с дървени лопати се подхвърляла нагоре. Вятърът издухвал сламените леки отпадъци встрани от тежкото жито. Но трябвало да се чака полъхът му – обикновено привечер.
По-късно се появила и ръчната веялка, която се пренасяла от харман на харман. В по-ново време вече идва и вършачката, задвижвана с мотор.
Житото съхранявали в дъсчени хамбари, а царевицата – в плетени кошове за проветряване.
В началото на зеселването каленовчани мелели житото в родовите си воденички. Неподдържани и неефективни, те постепенно се порутили и селяните почнали да прибягват до услугите на по-стабилни и модернизирани мелници, където срещу уем /някаква част брашно/ зърното им било смилано по-качествено. Най-популярна била т.нар. „Белчина воденица“, с четири витла /камъка/, която отстояла на стотина метра от Каленовските зеленчукови градини, в бившите Чепърленски ливади. Ползвала се и в по-ново време. А „Димитрината воденичка“ спряла своето колело някъде през 40-те години.
Хлябът се измесвал и изпичал на погачи в подници, които се нагорещявали на огнището в „ижата“ и се захлупвали с нагорещен „връщник“. Почти всеки двор разполагал и с фурна, която влизала в действие при печене на по-големи количества.
От царевичното брашно се бъркал качамак. Запържвали го с масло, подправяли го с леко подлютено сирене или „овченик“, нарязвали го с конец на филийки и го нареждали в тави. Заливали отгоре с мас и сирене или разтопена спържа. Сместа запичали в подници или във фурната. В съзнанието на съвременника качамакът едва ли минава за изискано ядене, но понякога той трайно е присъствал на каленовската трапеза и е бил питателна и калорична храна. Често е замествал хляба при консумиране на боб, леща, ошав, а за бедняка бил вкусен дори с чаша айрян или паничка армеева чорба – зелев сок с рязан праз лук и подлютен с печена разтрита чушка.
Още след идването си първите каленовчани създали зеленчукови градини покрай р. Бара. От нея отбивали вода за напояване, която стигала до „Криви вир“ и там излишъкът се вливал в р. Нишава. Днес тези местности са обрасли с трева и тръни. Ползват се от горския фонд.
Повечето фамилии в селото се занимавали и с пчеларство. Цъфналите рано напролет различни дървета, тучните билкови ливади и цветята през лятото, по-късно есенните култури – царевица, тикви, слънчоглед осигурявали добра работа на пчелите и съответно богат добив от кошерите. С опитни пчелари се славили Гусинци, Димитриният, Челебииният и Йончиният родове.
Каленовци бил обект и на усилен търговски обмен. Напролет започвало предлагането на ранни зеленчуци, които в този край иначе се появяват по-късно, поради особеностите на климата. Търговците били наричани от каленовчани „Задгорци“. После идвали кошовете с череши, каруците с дини, пъпеши и накрая гроздето. От Самоковско пристигали катранджии, търговци на клинци, подкови. Откъм Софийско на есен носели зеле. Каруците се връщали обратно, натоварени с жито, овес, слънчоглед, вълна, коноп, яйца, овце, млечни продукти.
Тежкият земеделски труд от ранна пролет до късна есен бил достойното ежедневие на дедите ни. От първи петли до падането на мрака кипяла усилена работа. Разнообразието на земеделски култури, разпокъсаните парчета земя изисквали планиране и разпределяне на дейностите за идния ден. Това било задължение на старейшините. Жените още в 5 часа са на път с мотика на рамо или сърп, докато не е огряло слънцето. Мъжете с косата и преметната на нея торба с бруса, чукчето и наковалнята също бързат, за да заварят росна и свежа тревата, както и прохладата, които облекчавали нелекия труд на косача. Децата, с парче хляб и бучка сиренце в „кесето“ /торбата/ извеждат добитъка на паша. Старейшата също не се излежава – трябва да почисти къщата и приготви храна за многолюдната челяд, която в усиления работен период на лятото се поемаше пет пъти: закуска сутрин към 6 часа, ручок – към 11, обед /пладне/ – 14, икиндия към 17 и вечеря у дома в 21 часа.

### Скотовъдство
Прадедите на кленовчани са били добри стопани – скотовъдци. Отглеждали са овце, кози, едър рогат добитък, коне, свине, кокошки и пчели. Каленовската мера е изхранвала над 900 бр. овце, 180 бр. рогат добитък, 70 бр. коне и магарета, над 150 бр. свине, 250 бр. кокошки и над 80 кошера. В началото на века имало работливи стопани, които смогвали да се грижат за над 120 бр. овце. По-известни между тях били Пера Димитрин, Нако Дойчинов, Симо Велков, Кръста Димитров, Васил Кендака и Никола Миладинов. Останалите семейства имали от 5 до 30 овце. Лятно време добитъкът се събирал в стада с цанен пасдтир – от пролетта до Кръстовден. Егреците им са наторявали орниците. Водопоят ставал главно на р. Бара, „Каленовското врело“, „Дойчиновите бунари“. Добитъкът от „Дубравите“ е ползвал „Букоровската локва“, която не пресъхвала.
Млякото се консумирало прясно или подквасено, преработвало се е в извара, избивало се масло, подсирвало се и готовите буци сирене се нареждали в качета. Излишъкът се продавал на частни мандри. Част от произведената храна, животни и продукти от тях се продавали или заменяли срещу необходими за ежедневието неща у пътуващи търговци.
През XIX в. кленовчани са ходели на пазар в Пирот и Цариброд /петък и неделя/. В началото на XX в. основното пазаруване се правело вече в Годеч /сряда/ и гара Драгоман /събота/.
Търговци-яйчари с големи кошници обикаляли махалите и огласяли сокаците със своето гръмогласно: „Ей, яйца купувам, яйца купувам“. Жените, турнали в престилката по някое съвсем пресно яйце, получавали дребни стотинки, с които можели да си купят сол от бакалницата или да зарадват децата с парче халва. Известен яйчар в Каленовци бил Рангел Дойчинов. Той бил неграмотен, но си имал своя система на смятане „на рабош“ – с разни чертички, резки и точки.
Имало е и дребни лихвари, матралази /препродавачи/. По известни с такива операции били Симо Ацин и Добри Истатков.
Поради характера на земеделския труд зимата давала възможност на всеки селянин да си поотдъхне след напрегнатата кърска работа. При падане на студовете любимо място на каленовчанина ставала кръчмата – не толкова за изпиване на някое и друго юзче ракия или вино, колкото да се подхване приказка, да се направи търговска сделка, да стане алъш-вериш (търговия) с имот и добитък. В селото църква така и не се построила и жените били лишени от възможността чрез този духовен институт да се пречистват, да контактуват, да покажат новите си дрехи и изобщо да се откъснат от монотонността на патриархалния живот. Но и в къщи те не скръствали ръце – преработвали вълната, предели, плели, тъчели платна, черги.
Зимата била и най-подходящото време за сватби. Селяните не били ангажирани с една или друга неотложна земеделска работа, плодовете на техния труд изпълвали къщите. Това бил и периодът на седенките – с песните и задевките на младите.

### Бит и нрави
Когато в района на днешното село Каленовци идват първите заселници, те заварват непроходими вековни дъбови и брестови гори, които облекчавали изграждането на първите жилища, както и отоплението им през зимата. По-късно започват да се карат дъски и греди от Берковица, обикновено букови. Стените на къщите иззидвали с местен камък или се плетели вършини и разцепени лескови пръти и този плет се измазвал от двете страни със смес от глина и плява. По-късно тази смес започва да се калъпира и получените кирпичи се изсушавали като отделни градивни елементи. Покривите покривали със сини плочи от „Задгорието“ /Берковско/. Плевните, кошарите, поятите /оборите/ и кочините покривали със слама или снопи от царевични стъбла.
Къщата приютявала обикновено едно голямо семейство, което достигало до 28 члена. Вътрешното ѝ разпределение било обикновено еднотипно. Влизало се в предвердие „кьошк“, което водело към „ижата“ – кухнята. Там седели нощвите за месене и съзряване на тестото. Но най-съществено било огнището – вечен символ на дома. Над него висяла веригата с куката за котела, в който се топлела вода с различно предназначение или в по-малък съд се бъркал качамакът, в жарта къкрело гърнето с боба или се печели картофи.
Наблизо била „острушката“, с чиято помощ повдигали нажежената подница, изработена от печена глина, както и горещият връшник, с който се захлупвала подницата за изпичане на хляб, баница, гозби в тепсия, зелници. С желязна лопатка, наречена „оджак“, се гребвали въглени и гореща пепел, с които се посипвал връшникът. На огнището неизменно присъства и „саджъкът“ /пирустията/ – железен триножник, на който се прикрепя над жарта съдът за варене на храна. Подниците или, както бабите ги наричали „црепни“ се изготвяли от червена глина, която се копаела в местността „Жижница“ над селото. Вечерта се натапяла във вода и на другия ден дълго се обработвала с крака, събирала се на купчина, пак се мачкала, набивала се с дървените лопати, използвани за вадене на хляб, докато станела гладка, мека и послушна за моделиране. Тогава я размесвали с ръце като погача, подвивали краищата ѝ на височина около 10 см., изглаждали ги, за да придобият по-естетичен вид и ги оставяли да съхнат.
Недалече от нощвите стърчели няколко дървени куки, на които окачвали менците /котлите/ за вода. В калайдисаните менци се съхранявала водата за пиене, а в другите – за обслужване. Край огнището стоели няколко трикраки столчета за сядане, издялани от върбово или крушово дърво.
От ижата се влизало в „голямата одая“. Тя служела за гостна. В нея имало голям дървен креват, застлан с конопен дюшек, изпълнен със слама. Отгоре му застилали черга. Това бил креватът на старейшите. Покрай стената с прозореца /пенджера/ имало дълга „клупа“ – пейка, маса или кръгла паралия за хранене, печка и около нея трикраки столчета. Над клупата някъде, на стената, била монтирана полица, на която се нареждали празничните прибори, блюда, шарени паници, сватбени крондири, чаши за вино и ракия, които се ползвали само за тържествени случаи – сватба, гости, кръщенета, празници. Там можело временно да се е приютил „турския клопатар“ – джобен часовник с капаци и синджоир, който можели да си позволят по-заможните и образовани каленовчани. От другата страна се нареждали снимки на членове от семейството – сватбени, ученически, войнишки поставени в скромни върбови рамчици.
От одаята се влизало в малки одайчета, които били спалните на омъжените синове. От ижата имало вход и към друга голяма стая, която играела ролята на гардероб. В нея се пазели официалните дрехи, надиплени грижовно в ковчези /сандъци/, донесеният от снахите чеиз, както и подготвеният за момите от фамилията, завиван грижливо в ръчно тъкани чаршафи.
До къщата построявали хамбара, в който съхранявали плодовете на селския труд. Обикновено се строял над мазето, където била кацата със зелето, калените „връчви“ с туршиите, газените тенекии с маста от прасето, спържата и шарената делва с меда. Лете мазето служело като хладилник /зимник/ за прясното и кисело мляко и продуктите от преработката му – сирене, масло, извара.
Обикновено от западната страна на дома се подреждали кошарата за едър добитък, поятата за овцете, кочината за свинете и кокошарникът.
Трябва да се спомене и друга малка, но с важно предназначение постройчица – клозетът /“нужникът“/. До 1920 г. за каленовчанина тя била излишна – той предпочитал да ползва „ясна поляна“ или естественото прикритие на оборите, където на открито за целта стояли два камъка, върху които се облекчавали естествените нужди. Към 1924 г. една нарочна наредба на Министерството на народното здраве задължила общините да изискат всяка къща да има клозет. Тя била приета отначало с неразбиране, но общинарите били упорити и наложили изграждането на нужници. Отначало малка постройчица се прилепвала формално до кочините или кокошарниците, иззидана от камък или кирпич, а някъде просто се оформял с леси един правоъгълник без покрив.

## Редовни събития
Празникът на селото е на 1 май.